# Mite del diluvi de Guilgameix
El mite del diluvi de Guilgameix és una història del diluvi dins de l'Epopeia de Guilgameix. Molts acadèmics opinen que el mite del diluvi, el va afegir a la Tauleta XI en la «versió estàndard» de l'epopeia un editor que va utilitzar la història d'Atrahasis. Una petita referència al mite del diluvi també apareix en poemes de Guilgameix sumeris més antics, d'on les versions posteriors babilòniques van aconseguir bona part de la seua inspiració.

## Material alterat o omés
L'èpica d'Atrahasis dona informació addicional del diluvi i el seu heroi que s'omet en la Tauleta XI de Guilgameix i altres versions del mite del diluvi a l'Orient Pròxim  antic. D'acord amb Atrahasis, III ii, línies 40-47, l'heroi del diluvi era en un banquet quan la inundació i la tempesta comencen: «Ell convida la seua gent ... a un banquet;...ell va enviar la seua família a bord. Van menjar i beure. Però ell (Atrahasis) entrava i eixia. No es podia asseure, ni recolzar, pel seu cor trencat, i vomitava bilis.»
Segons Tigay, la Tauleta III iv d'Atrahasis, línies 6-9, al·ludeix clarament al diluvi com una riuada local: «Com libèl·lules, els seus [cossos inerts] han omplert el riu. Com una barca que s'ha mogut fins a la vora del [vaixell]. Com un pot que se n'han anat fins a la riba del riu». Es va canviar en Guilgameix, XI, línia 123 per «¿A la meua gent, l'hauré jo donat a llum per a omplir de peixos l'oceà?» Tigay sosté que un pot ser la mà del creador del mite ací, canviant una riuada local per una inundació oceànica.
De tota manera, la majoria d'especialistes interpreten que el diluvi d'Atrahasis fou universal. A. R. George, Lambert i Millard esclareixen que la intenció dels déus a Atrahasis és «destruir la humanitat». La inundació arrasa «tota la terra». En el context de la història completa, és difícil veure com una riuada local pot acomplir això. L'ús d'una metàfora comparable en l'Epopeia de Guilgameix a la de «libèl·lules [omplint] el riu» és simplement una imatge que evoca la mort més que una descripció literal de la inundació.
Es feren canvis en el text d'Atrahasis en Guilgameix perquè la insinuació que els déus podrien haver experimentat necessitats humanes hi fos més subtil. Per exemple, Atrahasis, OB III, 30-31: «Els Anunnaki, els grans déus, estaven asseguts, i tenien fam i set», es va canviar en Guilgameix XI, línia 113 per «es van aterrir els déus pel diluvi». Hi ha frases en Atrahasis, III iv que es van ometre en Guilgameix, com ara: «Ella estava farta de dolor i de set de cervesa» i «sofrien enrampades per la fam».
Aquests i altres canvis fets en Atrahasis es documenten i descriuen en l'obra de Tigay, professor de la Universitat de Pennsilvània, que en comenta: «La causa de la pèrdua d'unes línies mentre altres se'n preserven no ocorre pas perquè tinguen significats semblants sinó que sembla ser un acte deliberat. Aquestes línies tenen un tema en comú, la fam i la set dels déus durant el diluvi».
Tot i que la còpia del segle xviii abans de la nostra era de l'Epopeia d'Atrahasis (Atra-Hasis) és posterior a la primerenca Epopeia de Guilgameix, no se sap si les tauletes en antic accadi de Guilgameix contenien la història de la inundació, perquè ens han arribat fragmentades. Alguns estudiosos sostenen que no: Tigay, per exemple, sosté que tres importants addicions a l'Epopeia de Guilgameix, és a dir, el pròleg, la història del diluvi (tauleta XI) i la tauleta XII, foren afegides per un editor o editors, possiblement per Sîn-lēqi-unninni, a qui es va atribuir l'epopeia sencera més tard. Segons aquest punt de vista, la història del diluvi en la tauleta XI es basa en una versió tardana de la història d'Atrahasis.

### Enki filtra el pla secret
1. Utnapixtim li explica a Guilgameix una història secreta que comença en l'antiga ciutat de Xuruppak, a la vora de l'Eufrates.
2. Els déus An, Enlil, Ninurta, Ennugi i Enki juren mantenir en secret el seu pla per a provocar el diluvi.
3. Però el déu sumeri Enki desvetla el pla a Utnapixtim a través d'una paret de canyes en una casa.
4. Enki ordena a Utnapixtim que enderroque la seua casa i construïsca un vaixell, sense importar el cost, per a mantenir amb vida els éssers vius.
5. El vaixell havia de tenir dimensions iguals en amplada i llargada, i estar cobert com els vaixells d'Apsu.
6. Utnapixtim promet fer el que Enki li ha ordenat.
7. Pregunta a Enki què ha de dir-ne als ancians de la ciutat i a la població.
8. Enki li diu que diga que Enlil l'ha rebutjat i que ja no pot residir a la ciutat ni trepitjar el territori d'Enlil.
9. També ha de dir que baixarà a l'Apsu "per a viure amb el senyor Enki".

Nota: Apsu pot referir-se a un pantà d'aigua dolça a prop del temple d'Ea/Enki, a la ciutat d'Eridu.

### Construcció i llançament del vaixell
1. Uns fusters, treballadors de la canya i altres persones es van reunir un matí.
2. [línies que manquen]
3. Cinc dies després, Utnapixtim va traçar les parets exteriors del vaixell.
4. Els costats de la superestructura tenien longituds iguals de 120 colzes. També en feu un dibuix de l'estructura interior.
5. El vaixell tenia sis cobertes [?] dividides en set i nou compartiments.
6. Se'n van col·locar taps d'aigua a la part mitjana.
7. S'hi van col·locar perxes d'embranzida i altres accessoris necessaris.
8. Tres vegades 3.600 unitats de betum cru es fongueren en un forn i tres vegades 3.600 unitats d'oli s'hi empraren, a més de dues vegades 3.600 unitats d'oli que es guardaren en el vaixell.
9. Es van sacrificar bous i ovelles i es va repartir cervesa, oli i vi als treballadors, com en un festival d'Any nou.
10. Quan el vaixell es va enllestir, el llançament en fou molt difícil. Es va utilitzar una rampa de pals per a fer lliscar el vaixell a l'aigua.
11. Dos terços del vaixell eren a l'aigua.
12. Utnapixtim va carregar el seu argent i or en el vaixell.
13. Va carregar "tots els éssers vius que tenia".
14. Els seus familiars i artesans, i "totes les bèsties i animals del camp" pujaren a bord.
15. Arribà el moment, segons l'indicat pel déu Shamash, de segellar-ne la porta d'entrada.

### La tempesta
1. A primera hora del matí, a l'alba, s'alçà una nuvolada negra a l'horitzó.
2. El temps era espantós.
3. Utnapixtim pujà al vaixell i va confiar-lo amb el seu contingut al seu marí Puzurammurri, que en va segellar l'entrada.
4. El déu del tro Adad va retrunyir al cel i els déus de la tempesta Shullat i Hanish van passar sobre la terra.
5. Erragal va traure els pals d'amarrament i els dics es desbordaren.
6. Els déus Anunnaki van il·luminar la terra amb llampecs.
7. Va haver-hi un xoc fet per Adad que ho va enfosquir tot. La terra fou destrossada com una olla.
8. Tot el dia bufà vent del sud violent i l'aigua aclaparava les persones atacant-les.
9. Ningú podia veure els seus companys. No podien reconéixer-se entre si en el torrent.
10. Els déus tenien por del diluvi i s'enretiraren al cel d'Anu. Es van arraulir com gossos al costat de la paret exterior.
11. Ixtar va cridar com una dona parint.
12. La Senyora dels déus va lamentar que els dies antics s'havien convertit en fang perquè "vaig dir coses dolentes en l'Assemblea dels Déus, i vaig ordenar una catàstrofe per a destruir el meu poble que ompli la mar com peixos."
13. Els altres déus ploraren amb ella i es van asseure sanglotant de tristesa, tenien els llavis cremant, ressecs de set.
14. El diluvi i el vent van durar sis dies i sis nits, i aixafaren la terra.
15. Al seté dia, la tempesta colpejava [intermitentment?] com una dona parint.

### Calma després de la tempesta
1. La mar es va calmar i l'huracà i el diluvi van cessar. Tot el dia va haver-hi silenci. Els humans s'havien convertit en fang.
2. El terreny era tan pla com una teulada. Utnapixtim va obrir una finestra i va sentir l'aire fresc a la cara.
3. Es va agenollar plorant, les llàgrimes corrent-li per la cara. Va buscar línies costaneres a l'horitzó i va veure una zona de terra.
4. El vaixell s'havia assentat fermament a la muntanya Nimush, i va sostenir el vaixell durant uns dies, sense balanceig.
5. Al seté dia va alliberar un colom que va volar, però li tornà. Va alliberar una oreneta, però també li tornà.
6. Va alliberar un corb, que va poder menjar i gratar, i no va tornar al vaixell.
7. Després va enviar el bestiar en direccions diverses.

### El sacrifici
1. Va sacrificar una ovella i va oferir encens en un ziggurat muntanyenc on va col·locar 14 atuells sacrificials i va abocar joncs, fusta de cedre i murta en el foc.
2. Els déus van olorar la flaire dolça de l'animal sacrificat i es van reunir com mosques sobre el sacrifici.
3. Després hi arribà la gran dea, va alçar les denes del collaret i va dir:
4. "Oh, déus, tan segur com no oblidaré aquest amulet de lapislàtzuli al voltant del meu coll, recordaré aquests dies i mai els oblidaré. Els déus poden venir a l'ofrena sacrificial. Però Enlil no hi pot venir pas, perquè ell provocà el diluvi i anihilà el meu poble sense considerar-ne [les conseqüències]."
5. Quan Enlil hi va arribar, va veure el vaixell i es va enfurir amb els déus Igigi. Va dir: "Com va poder escapar-hi un ésser viu? No se suposava que cap humà sobreviuria a l'anihilació!"
6. Ninurta va dir a Enlil: "Qui més sinó Ea podria haver-ho fet? És Ea qui coneixia els nostres plans."
7. Ea va dir a Enlil: "Vas ser tu, el Savi dels Déus. Com vas poder provocar un diluvi tan devastador?"
8. Ea després acusà a Enlil d'enviar un càstig desproporcionat i li recordà la necessitat de compassió.
9. Ea nega haver filtrat el pla secret dels déus a Atrahasis (= Utnapixtim), i admet només haver-li enviat un somni i haver desviat l'atenció d'Enlil de l'heroi del diluvi.

### A l'heroi del diluvi i la seua esposa els és atorgada la immortalitat i són transportats lluny
1. Enlil després pujà en un vaixell i, prenent la mà d'Utnapixtim, l'ajudà a ell i a la seua esposa a pujar en un lloc on s'agenollaren. Dempeus entre Utnapixtim i la seua esposa, els tocà al front i els beneí.